# Ши (чжуинь)

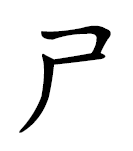
Ши чжуинь

Ши — буква алфавита чжуинь, графически является омоглифом 44-го иероглифического ключа шибу (саньхуа). В слоге может быть только инициалью, как инициаль образует 20 слогов:
| ㄕ — ши      | ㄕㄚ — ша     | ㄕㄞ — шай     | ㄕㄢ — шань   |
| ㄕㄤ — шан   | ㄕㄠ — шао    | ㄕㄜ — шэ      | ㄕㄟ — шэй    |
| ㄕㄣ — шэнь  | ㄕㄥ — шэн    | ㄕㄡ — шоу     | ㄕㄨ — шу     |
| ㄕㄨㄚ — шуа | ㄕㄨㄞ — шуай | ㄕㄨㄢ — шуань | ㄕㄨㄤ — шуан |
| ㄕㄨㄟ — шуй | ㄕㄨㄣ — шунь | ㄕㄨㄥ — шун   | ㄕㄨㄛ - шо   |